# Werly Fairburn
Werly Fairburn (* 27. November 1924 in Folsom, Louisiana; † 18. Januar 1985) war ein US-amerikanischer Country- und Rockabilly-Sänger.

## Leben

### Kindheit und Jugend
Werly Fairburn war Sohn eines Farmers. Er hatte schottische, irische, englische Vorfahren und war auch entfernt mit den Cherokee-Indianern verwandt. Schon früh wurde Fairburn musikalisch von der Grand Ole Opry beeinflusst, die in ganz Amerika hörbar war. Sein Vater, der starb als Fairburn 13 Jahre alt war, schenkte ihm eine Gitarre, die er bald beherrschte. Zusammen mit seinen Brüdern lernte er das Spielen von einem älteren Afroamerikaner. Bei Ausbruch des Zweiten Weltkriegs zog der mittlerweile verheiratete Fairburn nach New Orleans. 1943 wurde er zur Navy eingezogen und verbrachte seine Militärzeit in Honolulu, Hawaii.

### Anfänge
Nach seiner Entlassung kehrte er nach New Orleans zurück, wo er als Friseur arbeitete. Nebenbei verdiente er sich mit Auftritten als Country-Musiker etwas dazu. Er vermischte die Stile Jimmie Rodgers’ und Hank Williams’ mit Rhythm and Blues. Kurze Zeit später erhielt er die Möglichkeit, bei dem Radiosender WJBW aufzutreten, wo er auch für seinen Friseurladen warb. Er wurde als der „Singing Barber“ (dt. „der singende Friseur“) bekannt. 1948 bekam er bei WWWE eine Anstellung als Disc-Jockey und besuchte eine Musikschule, um seine Fähigkeiten zu verbessern. Anfang der 1950er Jahre nahm er bei den Trumpet Records erstmals einige Platten auf, darunter Camping with Marie. Der Titel ist Fairburns bekanntestes Stück aus dieser Zeit und kann schon als früher Rockabilly gewertet werden.

### Karriere
Nachdem er 1955 zu den Columbia Records gewechselt war, begann sein Aufstieg. Obwohl er nie einen großen Hit hatte, war er bis nach Dallas, Texas bekannt und hatte so die Möglichkeit, im Big D Jamboree und in der Louisiana Hayride aufzutreten. Sein bekanntester Titel ist wohl Everybody’s Rockin’ aus dem Jahre 1956. Als Fairburn 1964 einen Auftritt absolvierte, hörte ihn sein Freund Jim Reeves den Song I Guess I’m Crazy singen. Reeves nahm das Stück noch kurz vor seinem Tod auf, kurz bevor sein Flugzeug abstürzte, kam die Platte auf den Markt.
Nachdem Fairburn Mitte der 1960er Jahre nach Kalifornien gezogen war, ließ sein Erfolg nach. Er trat jedoch weiterhin öffentlich auf, bis zu seinem Tod. Seit 1959 hatte er mehrere Plattenlabel gegründet, bei denen er auch selbst Singles veröffentlichte. 1982 diagnostizierten ihm seine Ärzte Lungenkrebs.
Werly Fairburn verstarb am 18. Januar 1985 im Alter von 61 Jahren an Lungenkrebs. 1994 veröffentlichte Bear Family Records eine CD mit Fairburns Lebenswerk.

## Diskografie
| Jahr | Titel A                                                                     | Titel B                    | Plattenfirma                            |
| ---- | --------------------------------------------------------------------------- | -------------------------- | --------------------------------------- |
| 1953 | Camping with Mary                                                           | Let’s Think It Over        | Trumpet Records                         |
| 1953 | I Feel Like Cryin’                                                          | Baby, Call on Me           | Trumpet Records                         |
| 1954 | Good Deal, Lucille                                                          | Baby He’s a Wolf           | Capitol Records                         |
| 1954 | Love Spelled Backwards Is Evol                                              | Nothin’ But Lovin’         | Capitol Records                         |
| 1954 | Prison Cell of Love                                                         | I Feel Like Cryin’         | Capitol Records                         |
| 1955 | It’s a Cold, Weary World                                                    | Spiteful Heart             | Capitol Records                         |
| 1955 | I Guess I’m Crazy                                                           | That Sweet Love of Mine    | Columbia Records                        |
| 1956 | Broken Hearted Me                                                           | Stay Close to Me           | Columbia Records                        |
| 1956 | Everybody’s Rockin’                                                         | It’s Heaven                | Columbia Records                        |
| 1956 | All the Time                                                                | I’m a Fool About Your Love | Savoy Records                           |
| 1957 | My Heart’s on Fire                                                          | Speak to Me Baby           | Savoy Records                           |
| 1957 | Telephone Baby                                                              | No Blues Tomorrow          | Savoy Records                           |
| 1962 | You Are My Sunshine                                                         | Doggone That Moon          | Milestone Records                       |
| 1968 | My Crazy World                                                              | There’s Something On       | Paula Records                           |
|      | - A Little Bit of Nothing - Won’t It Be Nice                                |                            | Capitol Records (nicht veröffentlicht)  |
|      | - I’m Jealous                                                               |                            | Columbia Records (nicht veröffentlicht) |
|      | - All By Myself (live) - I’ve Got Nothing but Love - Old Memories Come Back |                            | nicht veröffentlicht                    |